# Guorriguer
Guorriguer (în arabă قوريقر) este o comună din provincia Tébessa, Algeria.
Populația comunei este de 5.415 locuitori (2008).